# Сулы (село)
Сулы (каз. Сулы) — упразднённое село в Тимирязевском районе Северо-Казахстанской области Казахстана. На момент упразднения входило в состав Тимирязевского сельсовета и являлось районным центром Тимирязевского района. В 1971 году село Сулы включено в состав села Тимирязево и исключено из учётных данных.

## География
Располагалось восточнее железнодорожной станции Сулы, в настоящее время представляет собой восточную часть села Тимирязево.

## История
Населённый пункт возник в 1959 году при строительстве одноимённой железнодорожной станции на линии Пески-Целинные — Утяк Целинной железной дороги.
При образовании Тимирязевского района, в 1963 году, назначено его районным центром.
Указом ПВС Казахской ССР от 30.08.1971 года объединены село Сулы, центр Тимирязевского района, и село Тимирязево в одно село Тимирязево.

## Население
По переписи 1970 года в селе проживало 968 человек, в том числе 448 мужчин и 510 женщин.